# Liste der Nummer-eins-Hits in Japan (2018)
Die Liste der japanischen Nummer-eins-Hits enthält die Daten vom 1. Januar 2018 bis zum 31. Dezember 2018. Die letzte Woche im Jahr fällt mit der ersten Woche des neuen Jahres zusammen. Angegeben sind die Verkaufszahlen der jeweiligen Nummer eins in ihrer Woche. Alle Angaben basieren auf den offiziellen japanischen Charts von Oricon.

## Singles
| ← 2017 ← | Liste der Nummer-eins-Hits in Japan | Liste der Nummer-eins-Hits in Japan               | Liste der Nummer-eins-Hits in Japan                                                                      | 2019 → |
| \| Zeitraum \| Wo. ges. \| Interpret \| Titel Autor(en) \| Zusätzliche Informationen \| \| (Zeitraum, Wochen auf Platz eins, Interpret, Titel, Autor[en], zusätzliche Informationen) \| \| \| \| \| \| ----------------------------------------------------------------------------------------- \| -------- \| ------------------------------------------------- \| -------------------------------------------------------------------------------------------------------- \| ------------------------------------------------------------------------------------------------------------------------------------------------------------------------------------------------------------------------- \| \| 1. Januar 2018 – 7. Januar 2018 1 Woche \| 1 \| Nogizaka46 乃木坂46 \| Nigemizu 逃げ水 \| – \| \| 8. Januar 2018 – 14. Januar 2018 1 Woche \| 1 \| SKE48 \| Muishiki no Iro 無意識の色 \| – \| \| 15. Januar 2018 – 21. Januar 2018 1 Woche \| 1 \| NEWS \| LPS \| – \| \| 22. Januar 2018 – 28. Januar 2018 1 Woche \| 1 \| Kinki Kids \| Topaz Love / Destiny \| – \| \| 29. Januar 2018 – 4. Februar 2018 1 Woche \| 1 \| STU48 \| Kurayami 暗闇 \| – \| \| 5. Februar 2018 – 11. Februar 2018 1 Woche \| 1 \| Twice \| Candy Pop \| – \| \| 12. Februar 2018 – 18. Februar 2018 1 Woche \| 1 \| Hey! Say! Jump \| Mae wo Muke マエヲムケ \| – \| \| 19. Februar 2018 – 25. Februar 2018 1 Woche \| 1 \| Arashi 嵐 \| Find the Answer \| – \| \| 26. Februar 2018 – 4. März 2018 1 Woche \| 1 \| Gen Hoshino 星野源 \| Doraemon ドラえもん \| – \| \| 5. März 2018 – 11. März 2018 1 Woche \| 1 \| Keyakizaka46 けやき坂46 \| Glass wo Ware! ガラスを割れ! \| – \| \| 12. März 2018 – 18. März 2018 1 Woche \| 1 \| AKB48 \| Jābāja ジャーバージャ \| – \| \| 19. März 2018 – 25. März 2018 1 Woche \| 1 \| Matsuri nine 祭nine \| Hare Hare Carnival Hare 晴れカーニバル \| – \| \| 26. März 2018 – 1. April 2018 1 Woche \| 1 \| Bish \| Paint It Black \| – \| \| 2. April 2018 – 8. April 2018 1 Woche \| 1 \| NMB48 \| Yokubomono 欲望者 \| – \| \| 9. April 2018 – 15. April 2018 1 Woche \| 1 \| NGT48 \| Haru wa Doko kara kuru no ka? 春はどこから来るのか? \| – \| \| 16. April 2018 – 22. April 2018 1 Woche \| 1 \| KAT-TUN \| Ask Yourself \| – \| \| 23. April 2018 – 29. April 2018 1 Woche \| 1 \| Nogizaka46 乃木坂46 \| Synchronicity シンクロニシティ \| – \| \| 30. April 2018 – 6. Mai 2018 1 Woche \| 1 \| HKT48 \| Hayaokuri Calendar 早送りカレンダー \| – \| \| 7. Mai 2018 – 13. Mai 2018 1 Woche \| 1 \| Boys and Men \| Shinka riron 進化理論 \| – \| \| 14. Mai 2018 – 20. Mai 2018 1 Woche \| 1 \| Twice \| Wake Me Up \| – \| \| 21. Mai 2018 – 27. Mai 2018 1 Woche \| 1 \| King & Prince \| Cinderella Girl シンデレラガール \| – \| \| 28. Mai 2018 – 3. Juni 2018 1 Woche \| 1 \| AKB48 \| Teacher Teacher \| – \| \| 4. Juni 2018 – 10. Juni 2018 1 Woche \| 1 \| Sexy Zone \| Innocent Days イノセントデイズ \| – \| \| 11. Juni 2018 – 17. Juni 2018 1 Woche \| 1 \| Morning Musume ’18 モーニング娘。’18 \| Are You Happy? / A Gonna \| – \| \| 18. Juni 2018 – 24. Juni 2018 1 Woche \| 1 \| Mag!c☆Prince \| Summer Love \| – \| \| 25. Juni 2018 – 1. Juli 2018 1 Woche \| 1 \| News \| Blue \| – \| \| 2. Juli 2018 – 8. Juli 2018 1 Woche \| 1 \| SKE48 \| Ikinari panchirain いきなりパンチライン \| – \| \| 9. Juli 2018 – 15. Juli 2018 1 Woche \| 1 \| Kis-My-Ft2 \| Love (L.O.V.E.) \| – \| \| 16. Juli 2018 – 22. Juli 2018 1 Woche \| 1 \| Ken☆Tackey ケンタッキー \| Gyakuten rabāzu 逆転ラバーズ \| – \| \| 23. Juli 2018 – 29. Juli 2018 1 Woche \| 1 \| Arashi 嵐 \| Natsu hayate 夏疾風 \| – \| \| 30. Juli 2018 – 5. August 2018 1 Woche \| 1 \| Hey! Say! Jump \| Cosmic☆Human \| – \| \| 6. August 2018 – 12. August 2018 1 Woche \| 1 \| Nogizaka46 乃木坂46 \| Jikochū de ikou! アンビバレント \| – \| \| 13. August 2018 – 19. August 2018 1 Woche \| 1 \| Keyakizaka46 けやき坂46 \| Ambivalent アンビバレント \| – \| \| 20. August 2018 – 26. August 2018 1 Woche \| 1 \| Endrecheri \| One More Purple Funk … Komei katana 硬命 katana \| – \| \| 27. August 2018 – 2. September 2018 1 Woche \| 1 \| A.B.C-Z \| Joy shitai Kimochi Joyしたいキモチ \| – \| \| 3. September 2018 – 9. September 2018 1 Woche \| 1 \| Kanjani8 関ジャニ∞ \| Koko ni ここに \| – \| \| 10. September 2018 – 16. September 2018 1 Woche \| 1 \| News \| Ikiro 生きろ \| – \| \| 17. September 2018 – 23. September 2018 1 Woche \| 1 \| AKB48 \| Sentimental Train センチメンタルトレイン \| – \| \| 24. September 2018 – 30. September 2018 1 Woche \| 1 \| Hello! Project All Stars ハロプロ・オールスターズ \| Yeah Yeah Yeah/Akogare no Stress-free/Hana, Takenawa no Toki Yeah Yeah Yeah/憧れのStress-free/花、闌の時 \| – \| \| 1. Oktober 2018 – 7. Oktober 2018 1 Woche \| 1 \| Kis-My-Ft2 \| Kimi, Boku. 君、僕。 \| – \| \| 8. Oktober 2018 – 14. Oktober 2018 1 Woche \| 1 \| King & Prince \| Memorial \| – \| \| 15. Oktober 2018 – 21. Oktober 2018 1 Woche \| 1 \| NMB48 \| Boku datte nai chau yo 僕だって泣いちゃうよ \| – \| \| 22. Oktober 2018 – 28. Oktober 2018 1 Woche \| 1 \| Arashi 嵐 \| Kimi no uta 君のうた \| – \| \| 29. Oktober 2018 – 4. November 2018 1 Woche \| 1 \| Kenshi Yonezu 米津玄師 \| Flamingo / Teenage Riot \| – \| \| 5. November 2018 – 11. November 2018 1 Woche \| 1 \| BTS 防弾少年団 \| Fake Love / Airplane Pt. 2 \| – \| \| 12. November 2018 – 18. November 2018 1 Woche \| 1 \| Nogizaka46 乃木坂46 \| Kaerimichi wa Tōmawari Shitaku Naru 帰り道は遠回りしたくなる \| – \| \| 19. November 2018 – 25. November 2018 1 Woche \| 1 \| TVXQ 東方神起 \| Jealous \| Seit fünf Jahren ist das südkoreanische Duo nicht mehr an der Spitze der Charts gewesen, neunmal in Folge reichte es nur für Platz 2. Jealous ist die 13. Nummer eins seit 2008. \| \| 26. November 2018 – 2. Dezember 2018 1 Woche \| 1 \| AKB48 \| No Way Man \| Auf 40 Nummer-eins-Hits in Folge wächst die Serie der Idolgruppe aus Tokio an, die im Herbst 2009 begonnen hat. \| \| 3. Dezember 2018 – 9. Dezember 2018 1 Woche \| 1 \| Sexy Zone \| Karakuri-darake no tendanesu / Suppin Kiss カラクリだらけのテンダネス / すっぴんKiss \| Zum siebten Mal in Folge schafft es die Boygroup in einem Jahr mit zwei Singles an die Chartspitze. Es handelt sich um Musik aus einem Fernsehfilm. \| \| 10. Dezember 2018 – 16. Dezember 2018 1 Woche \| 1 \| SKE48 \| Stand by You \| Zum fünften Mal gelingen der Idolgruppe aus Sakae drei Nummer-eins-Platzierungen in einem Jahr. \| \| 17. Dezember 2018 – 23. Dezember 2018 1 Woche \| 1 \| Kinki Kids \| Aitai, aitai, aenai 会いたい、会いたい、会えない \| Der zweite Nummer-eins-Hit in diesem Jahr ist insgesamt die 40. Single-Nummer-eins des Popduos seit 1997. \| \| 24. Dezember 2018 – 30. Dezember 2018 1 Woche \| 1 \| D/Zeal 桑田 佳祐 \| The Idolmaster Million – Theater Generation 12: D/Zeal \| Aus der Computerspielreihe The Idolmaster ging 2017 schon einmal ein Nummer-eins-Hit hervor. Damals waren es die Cinderella Girls, diesmal ist es D/Zeal bestehend aus Azusa Muromachi (Azusa Tagashi) und Julia (Ai Mi). \| \| 31. Dezember 2018 – 6. Januar 2019 1 Woche \| 1 \| Keisuke Kuwata & the Pin Boys 桑田 佳祐 \| Let’s Go Bowling!! レッツゴーボウリング \| Der Sänger der Southern All Stars initiierte den Kuwata Cup 2019, eine offene japanische Bowlingmeisterschaft, und lieferte dazu auch den Titelsong der Veranstaltung.[1] \| |                                     |                                                   | | |
| ← 2017 |                                     |                                                   | | → 2019 → |
| Zeitraum | Wo. ges.                            | Interpret                                         | Titel Autor(en)                                                                                          | Zusätzliche Informationen |
| (Zeitraum, Wochen auf Platz eins, Interpret, Titel, Autor[en], zusätzliche Informationen) |                                     |                                                   | | |
| 1. Januar 2018 – 7. Januar 2018 1 Woche | 1                                   | Nogizaka46 乃木坂46                               | Nigemizu 逃げ水                                                                                          | – |
| 8. Januar 2018 – 14. Januar 2018 1 Woche | 1                                   | SKE48                                             | Muishiki no Iro 無意識の色                                                                               | – |
| 15. Januar 2018 – 21. Januar 2018 1 Woche | 1                                   | NEWS                                              | LPS | – |
| 22. Januar 2018 – 28. Januar 2018 1 Woche | 1                                   | Kinki Kids                                        | Topaz Love / Destiny                                                                                     | – |
| 29. Januar 2018 – 4. Februar 2018 1 Woche | 1                                   | STU48                                             | Kurayami 暗闇                                                                                            | – |
| 5. Februar 2018 – 11. Februar 2018 1 Woche | 1                                   | Twice                                             | Candy Pop                                                                                                | – |
| 12. Februar 2018 – 18. Februar 2018 1 Woche | 1                                   | Hey! Say! Jump                                    | Mae wo Muke マエヲムケ                                                                                   | – |
| 19. Februar 2018 – 25. Februar 2018 1 Woche | 1                                   | Arashi 嵐                                         | Find the Answer                                                                                          | – |
| 26. Februar 2018 – 4. März 2018 1 Woche | 1                                   | Gen Hoshino 星野源                                | Doraemon ドラえもん                                                                                      | – |
| 5. März 2018 – 11. März 2018 1 Woche | 1                                   | Keyakizaka46 けやき坂46                           | Glass wo Ware! ガラスを割れ!                                                                             | – |
| 12. März 2018 – 18. März 2018 1 Woche | 1                                   | AKB48                                             | Jābāja ジャーバージャ                                                                                    | – |
| 19. März 2018 – 25. März 2018 1 Woche | 1                                   | Matsuri nine 祭nine                               | Hare Hare Carnival Hare 晴れカーニバル                                                                   | – |
| 26. März 2018 – 1. April 2018 1 Woche | 1                                   | Bish                                              | Paint It Black                                                                                           | – |
| 2. April 2018 – 8. April 2018 1 Woche | 1                                   | NMB48                                             | Yokubomono 欲望者                                                                                        | – |
| 9. April 2018 – 15. April 2018 1 Woche | 1                                   | NGT48                                             | Haru wa Doko kara kuru no ka? 春はどこから来るのか?                                                      | – |
| 16. April 2018 – 22. April 2018 1 Woche | 1                                   | KAT-TUN                                           | Ask Yourself                                                                                             | – |
| 23. April 2018 – 29. April 2018 1 Woche | 1                                   | Nogizaka46 乃木坂46                               | Synchronicity シンクロニシティ                                                                           | – |
| 30. April 2018 – 6. Mai 2018 1 Woche | 1                                   | HKT48                                             | Hayaokuri Calendar 早送りカレンダー                                                                      | – |
| 7. Mai 2018 – 13. Mai 2018 1 Woche | 1                                   | Boys and Men                                      | Shinka riron 進化理論                                                                                    | – |
| 14. Mai 2018 – 20. Mai 2018 1 Woche | 1                                   | Twice                                             | Wake Me Up                                                                                               | – |
| 21. Mai 2018 – 27. Mai 2018 1 Woche | 1                                   | King & Prince                                     | Cinderella Girl シンデレラガール                                                                         | – |
| 28. Mai 2018 – 3. Juni 2018 1 Woche | 1                                   | AKB48                                             | Teacher Teacher                                                                                          | – |
| 4. Juni 2018 – 10. Juni 2018 1 Woche | 1                                   | Sexy Zone                                         | Innocent Days イノセントデイズ                                                                           | – |
| 11. Juni 2018 – 17. Juni 2018 1 Woche | 1                                   | Morning Musume ’18 モーニング娘。’18              | Are You Happy? / A Gonna                                                                                 | – |
| 18. Juni 2018 – 24. Juni 2018 1 Woche | 1                                   | Mag!c☆Prince                                      | Summer Love                                                                                              | – |
| 25. Juni 2018 – 1. Juli 2018 1 Woche | 1                                   | News                                              | Blue | – |
| 2. Juli 2018 – 8. Juli 2018 1 Woche | 1                                   | SKE48                                             | Ikinari panchirain いきなりパンチライン                                                                  | – |
| 9. Juli 2018 – 15. Juli 2018 1 Woche | 1                                   | Kis-My-Ft2                                        | Love (L.O.V.E.)                                                                                          | – |
| 16. Juli 2018 – 22. Juli 2018 1 Woche | 1                                   | Ken☆Tackey ケンタッキー                           | Gyakuten rabāzu 逆転ラバーズ                                                                             | – |
| 23. Juli 2018 – 29. Juli 2018 1 Woche | 1                                   | Arashi 嵐                                         | Natsu hayate 夏疾風                                                                                      | – |
| 30. Juli 2018 – 5. August 2018 1 Woche | 1                                   | Hey! Say! Jump                                    | Cosmic☆Human                                                                                             | – |
| 6. August 2018 – 12. August 2018 1 Woche | 1                                   | Nogizaka46 乃木坂46                               | Jikochū de ikou! アンビバレント                                                                          | – |
| 13. August 2018 – 19. August 2018 1 Woche | 1                                   | Keyakizaka46 けやき坂46                           | Ambivalent アンビバレント                                                                                | – |
| 20. August 2018 – 26. August 2018 1 Woche | 1                                   | Endrecheri                                        | One More Purple Funk … Komei katana 硬命 katana                                                          | – |
| 27. August 2018 – 2. September 2018 1 Woche | 1                                   | A.B.C-Z                                           | Joy shitai Kimochi Joyしたいキモチ                                                                       | – |
| 3. September 2018 – 9. September 2018 1 Woche | 1                                   | Kanjani8 関ジャニ∞                                | Koko ni ここに                                                                                           | – |
| 10. September 2018 – 16. September 2018 1 Woche | 1                                   | News                                              | Ikiro 生きろ                                                                                             | – |
| 17. September 2018 – 23. September 2018 1 Woche | 1                                   | AKB48                                             | Sentimental Train センチメンタルトレイン                                                                 | – |
| 24. September 2018 – 30. September 2018 1 Woche | 1                                   | Hello! Project All Stars ハロプロ・オールスターズ | Yeah Yeah Yeah/Akogare no Stress-free/Hana, Takenawa no Toki Yeah Yeah Yeah/憧れのStress-free/花、闌の時 | – |
| 1. Oktober 2018 – 7. Oktober 2018 1 Woche | 1                                   | Kis-My-Ft2                                        | Kimi, Boku. 君、僕。                                                                                     | – |
| 8. Oktober 2018 – 14. Oktober 2018 1 Woche | 1                                   | King & Prince                                     | Memorial                                                                                                 | – |
| 15. Oktober 2018 – 21. Oktober 2018 1 Woche | 1                                   | NMB48                                             | Boku datte nai chau yo 僕だって泣いちゃうよ                                                              | – |
| 22. Oktober 2018 – 28. Oktober 2018 1 Woche | 1                                   | Arashi 嵐                                         | Kimi no uta 君のうた                                                                                     | – |
| 29. Oktober 2018 – 4. November 2018 1 Woche | 1                                   | Kenshi Yonezu 米津玄師                            | Flamingo / Teenage Riot                                                                                  | – |
| 5. November 2018 – 11. November 2018 1 Woche | 1                                   | BTS 防弾少年団                                    | Fake Love / Airplane Pt. 2                                                                               | – |
| 12. November 2018 – 18. November 2018 1 Woche | 1                                   | Nogizaka46 乃木坂46                               | Kaerimichi wa Tōmawari Shitaku Naru 帰り道は遠回りしたくなる                                             | – |
| 19. November 2018 – 25. November 2018 1 Woche | 1                                   | TVXQ 東方神起                                     | Jealous                                                                                                  | Seit fünf Jahren ist das südkoreanische Duo nicht mehr an der Spitze der Charts gewesen, neunmal in Folge reichte es nur für Platz 2. Jealous ist die 13. Nummer eins seit 2008.                                          |
| 26. November 2018 – 2. Dezember 2018 1 Woche | 1                                   | AKB48                                             | No Way Man                                                                                               | Auf 40 Nummer-eins-Hits in Folge wächst die Serie der Idolgruppe aus Tokio an, die im Herbst 2009 begonnen hat. |
| 3. Dezember 2018 – 9. Dezember 2018 1 Woche | 1                                   | Sexy Zone                                         | Karakuri-darake no tendanesu / Suppin Kiss カラクリだらけのテンダネス / すっぴんKiss                     | Zum siebten Mal in Folge schafft es die Boygroup in einem Jahr mit zwei Singles an die Chartspitze. Es handelt sich um Musik aus einem Fernsehfilm.                                                                       |
| 10. Dezember 2018 – 16. Dezember 2018 1 Woche | 1                                   | SKE48                                             | Stand by You                                                                                             | Zum fünften Mal gelingen der Idolgruppe aus Sakae drei Nummer-eins-Platzierungen in einem Jahr. |
| 17. Dezember 2018 – 23. Dezember 2018 1 Woche | 1                                   | Kinki Kids                                        | Aitai, aitai, aenai 会いたい、会いたい、会えない                                                         | Der zweite Nummer-eins-Hit in diesem Jahr ist insgesamt die 40. Single-Nummer-eins des Popduos seit 1997. |
| 24. Dezember 2018 – 30. Dezember 2018 1 Woche | 1                                   | D/Zeal 桑田 佳祐                                  | The Idolmaster Million – Theater Generation 12: D/Zeal                                                   | Aus der Computerspielreihe The Idolmaster ging 2017 schon einmal ein Nummer-eins-Hit hervor. Damals waren es die Cinderella Girls, diesmal ist es D/Zeal bestehend aus Azusa Muromachi (Azusa Tagashi) und Julia (Ai Mi). |
| 31. Dezember 2018 – 6. Januar 2019 1 Woche | 1                                   | Keisuke Kuwata & the Pin Boys 桑田 佳祐           | Let’s Go Bowling!! レッツゴーボウリング                                                                  | Der Sänger der Southern All Stars initiierte den Kuwata Cup 2019, eine offene japanische Bowlingmeisterschaft, und lieferte dazu auch den Titelsong der Veranstaltung.                                                    |

## Alben
| ← 2017 ← | Liste der Nummer-eins-Hits in Japan | Liste der Nummer-eins-Hits in Japan                  | Liste der Nummer-eins-Hits in Japan                                             | 2019 → |
| \| Zeitraum \| Wo. ges. \| Interpret \| Titel \| Zusätzliche Informationen \| \| (Zeitraum, Wochen auf Platz eins, Interpret, Titel, zusätzliche Informationen) \| \| \| \| \| \| ------------------------------------------------------------------------------ \| -------- \| ---------------------------------------------------- \| ------------------------------------------------------------------------------- \| ------------------------------------------------------------------------------------------------------------------------------------------------------------------------------------------------------------------------------------------------------------------------------------------------ \| \| 1. Januar 2018 – 7. Januar 2018 1 Woche \| 1 \| Johnny’s West ジャニーズWEST \| Westival \| – \| \| 8. Januar 2018 – 14. Januar 2018 1 Woche \| 1 \| Nogizaka46 乃木坂46 \| Boku Dake no Kimi: Under Super Best 僕だけの君～Under Super Best～ \| – \| \| 15. Januar 2018 – 21. Januar 2018 1 Woche \| 1 \| Wanima \| Everybody!!! \| – \| \| 22. Januar 2018 – 28. Januar 2018 1 Woche \| 1 \| AKB48 \| Bokutachi wa, Ano Hi no Yoake wo Shitteiru 僕たちは、あの日の夜明けを知っている \| – \| \| 29. Januar 2018 – 4. Februar 2018 1 Woche \| 1 \| Exo \| Countdown \| – \| \| 5. Februar 2018 – 11. Februar 2018 1 Woche \| 1 \| Morning Musume. 20th モーニング娘。20th \| Hatachi no Morning Musume 二十歳のモーニング娘。 \| – \| \| 12. Februar 2018 – 18. Februar 2018 1 Woche \| 1 \| Sexy Zone \| XYZ = Repainting \| – \| \| 19. Februar 2018 – 25. Februar 2018 1 Woche \| 1 \| Juju \| I \| – \| \| 26. Februar 2018 – 4. März 2018 1 Woche \| 1 \| Verschiedene Interpreten \| The Greatest Showman \| – \| \| 5. März 2018 – 11. März 2018 1 Woche \| 1 \| Daichi Miura 三浦大知 \| Best \| 1997 gab er sein musikalisches Debüt, „Best“ ist nach 20 Jahren sein erstes Nummer-eins-Hit-Album.[2] \| \| 12. März 2018 – 18. März 2018 1 Woche \| 1 \| Saitō Kazuyoshi 斉藤和義 \| Toys, Blood, Musik \| – \| \| 19. März 2018 – 25. März 2018 1 Woche \| 1 \| News \| Epcotia エプコティア \| – \| \| 26. März 2018 – 1. April 2018 1 Woche \| 1 \| Sakanaction サカナクション \| Sakana Zukan 魚図鑑 \| – \| \| 2. April 2018 – 8. April 2018 1 Woche \| 1 \| BTS 防弾少年団 \| Face Yourself \| – \| \| 9. April 2018 – 15. April 2018 1 Woche \| 1 \| Yumi Matsutōya 松任谷由実 \| Yūmin kara no, koinōta. ユーミンからの、恋のうた。 \| – \| \| 16. April 2018 – 22. April 2018 1 Woche \| 1 \| Shinee \| Shinee – The Best from Now On \| – \| \| 23. April 2018 – 29. April 2018 1 Woche \| 1 \| Kis-My-Ft2 \| Yummy!! \| – \| \| 30. April 2018 – 6. Mai 2018 1 Woche \| 1 \| Endrecheri \| Hybrid Funk \| – \| \| 7. Mai 2018 – 13. Mai 2018 1 Woche \| 1 \| LiSA \| LiSA Best Way \| – \| \| 14. Mai 2018 – 20. Mai 2018 1 Woche \| 1 \| Exo-CBX \| Magic \| – \| \| 21. Mai 2018 – 27. Mai 2018 1 Woche \| 1 \| Momoiro Clover Z ももいろクローバーZ \| Momoiro Clover Z Best Album \| – \| \| 28. Mai 2018 – 3. Juni 2018 1 Woche \| 1 \| Kanjani8 関ジャニ∞ \| Gr8est \| – \| \| 4. Juni 2018 – 10. Juni 2018 1 Woche \| 1 \| Sandaime J Soul Brothers from Exile Tribe \| Future \| – \| \| 11. Juni 2018 – 17. Juni 2018 1 Woche \| 1 \| The Oral Cigarettes ジ オーラル シガレッツ \| Kisses and Kills \| – \| \| 18. Juni 2018 – 24. Juni 2018 1 Woche \| 1 \| Keyakizaka46 けやき坂46 \| Hashiridasu shunkan 走り出す瞬間 \| – \| \| 25. Juni 2018 – 1. Juli 2018 1 Woche \| 1 \| Hikaru Utada 宇多田ヒカル \| Hatsukoi 初恋 \| – \| \| 2. Juli 2018 – 8. Juli 2018 1 Woche \| 1 \| Urashimasakatasen 浦島坂田船 \| V-enus \| – \| \| 9. Juli 2018 – 15. Juli 2018 1 Woche \| 1 \| Junho (von 2PM) \| Sōzō 想像 \| – \| \| 16. Juli 2018 – 22. Juli 2018 1 Woche \| 1 \| KAT-TUN \| Cast \| – \| \| 23. Juli 2018 – 29. Juli 2018 1 Woche \| 1 \| Exile \| Star of Wish \| – \| \| 30. Juli 2018 – 12. August 2018 2 Wochen \| 2 \| Southern All Stars サザンオールスターズ \| Umi no – Oh, Yeah!! 海の Oh,Yeah!! \| – \| \| 13. August 2018 – 19. August 2018 1 Woche \| 1 \| Perfume \| Future Pop \| – \| \| 20. August 2018 – 26. August 2018 1 Woche \| 1 \| Hey! Say! Jump \| Sense or Love \| – \| \| 27. August 2018 – 2. September 2018 1 Woche \| 1 \| AAA \| Color a Life \| – \| \| 3. September 2018 – 9. September 2018 1 Woche \| 1 \| BTS 防弾少年団 \| Love Yourself 結‘Answer’ \| – \| \| 10. September 2018 – 16. September 2018 1 Woche \| 1 \| Twice \| BDZ \| – \| \| 17. September 2018 – 23. September 2018 1 Woche \| 1 \| TVXQ 東方神起 \| Tomorrow \| – \| \| 24. September 2018 – 30. September 2018 1 Woche \| 1 \| iKON \| Return \| – \| \| 1. Oktober 2018 – 21. Oktober 2018 3 Wochen \| 3 \| Mr. Children \| Jūryoku to Kokyū 重力と呼吸 \| – \| \| 22. Oktober 2018 – 28. Oktober 2018 1 Woche \| 1 \| Ketsumeishi ケツメイシ \| Ketsunopolis 11 ケツノポリス11 \| – \| \| 29. Oktober 2018 – 4. November 2018 1 Woche \| 1 \| Iz*one \| Color*Iz – The 1st Mini Album \| – \| \| 5. November 2018 – 11. November 2018 1 Woche \| 1 \| Twice \| Yes or Yes – The 6th Mini Album \| – \| \| 12. November 2018 – 18. November 2018 1 Woche \| 1 \| Mad Trigger Crew & Matenrō Mad Trigger Crew ・麻天狼 \| Mad Trigger Crew vs. Matenrō Mad Trigger Crew vs. 麻天狼 \| – \| \| 19. November 2018 – 25. November 2018 1 Woche \| 1 \| Kana Nishino 西野カナ \| Love Collection 2: Pink \| Wie schon 2013 mit Teil 1 belegt die Popsängerin mit den beiden Ausgaben (Pink und Mint) die ersten beiden Plätze der Charts. Insgesamt steht sie seit 2009 zum sechsten Mal an der Chartspitze. \| \| 26. November 2018 – 2. Dezember 2018 1 Woche \| 1 \| Tomohisa Yamashita 山下智久 \| Unleashed \| Nach 4 Jahren Pause und einem Labelwechsel kehrt das ehemalige News-Mitglied mit seinem fünften Studioalbum erfolgreich zurück. Zum dritten Mal belegt er Platz 1. \| \| 3. Dezember 2018 – 9. Dezember 2018 1 Woche \| 1 \| Kobukuro コブクロ \| All Time Best 1998–2018 \| Zwischen 2005 und 2013 hatte das Duo sieben Nummer-eins-Alben, drei davon Kompilationen. Danach folgten nur noch Singles, die es immerhin häufig in die Top 10 schafften. Das Jubiläumsalbum zum 20-jährigen Bestehen mit 58 Songs aus ihrer Karriere bringt sie ein weiteres Mal an die Spitze. \| \| 10. Dezember 2018 – 16. Dezember 2018 1 Woche \| 1 \| Radwimps ラッドウインプス \| Anti Anti Generation \| Das zehnte Album der Rockband bringt sie zum dritten Mal in Folge auf Platz 1. \| \| 17. Dezember 2018 – 13. Januar 2019 4 Wochen \| 4 \| Gen Hoshino 星野源 \| Pop Virus \| Nach seinem ersten Nummer-eins-Album Yellow Dancer dauerte es drei Jahre, bis der Musiker und Schauspieler den Erfolg wiederholen konnte. Pop Virus ist sein insgesamt fünftes Album. \| |                                     |                                                      |                                                                                 | |
| ← 2017 |                                     |                                                      |                                                                                 | → 2019 → |
| Zeitraum | Wo. ges.                            | Interpret                                            | Titel                                                                           | Zusätzliche Informationen |
| (Zeitraum, Wochen auf Platz eins, Interpret, Titel, zusätzliche Informationen) |                                     |                                                      |                                                                                 | |
| 1. Januar 2018 – 7. Januar 2018 1 Woche | 1                                   | Johnny’s West ジャニーズWEST                         | Westival                                                                        | – |
| 8. Januar 2018 – 14. Januar 2018 1 Woche | 1                                   | Nogizaka46 乃木坂46                                  | Boku Dake no Kimi: Under Super Best 僕だけの君～Under Super Best～              | – |
| 15. Januar 2018 – 21. Januar 2018 1 Woche | 1                                   | Wanima                                               | Everybody!!!                                                                    | – |
| 22. Januar 2018 – 28. Januar 2018 1 Woche | 1                                   | AKB48                                                | Bokutachi wa, Ano Hi no Yoake wo Shitteiru 僕たちは、あの日の夜明けを知っている | – |
| 29. Januar 2018 – 4. Februar 2018 1 Woche | 1                                   | Exo                                                  | Countdown                                                                       | – |
| 5. Februar 2018 – 11. Februar 2018 1 Woche | 1                                   | Morning Musume. 20th モーニング娘。20th              | Hatachi no Morning Musume 二十歳のモーニング娘。                                | – |
| 12. Februar 2018 – 18. Februar 2018 1 Woche | 1                                   | Sexy Zone                                            | XYZ = Repainting                                                                | – |
| 19. Februar 2018 – 25. Februar 2018 1 Woche | 1                                   | Juju                                                 | I                                                                               | – |
| 26. Februar 2018 – 4. März 2018 1 Woche | 1                                   | Verschiedene Interpreten                             | The Greatest Showman                                                            | – |
| 5. März 2018 – 11. März 2018 1 Woche | 1                                   | Daichi Miura 三浦大知                                | Best                                                                            | 1997 gab er sein musikalisches Debüt, „Best“ ist nach 20 Jahren sein erstes Nummer-eins-Hit-Album. |
| 12. März 2018 – 18. März 2018 1 Woche | 1                                   | Saitō Kazuyoshi 斉藤和義                             | Toys, Blood, Musik                                                              | – |
| 19. März 2018 – 25. März 2018 1 Woche | 1                                   | News                                                 | Epcotia エプコティア                                                            | – |
| 26. März 2018 – 1. April 2018 1 Woche | 1                                   | Sakanaction サカナクション                           | Sakana Zukan 魚図鑑                                                             | – |
| 2. April 2018 – 8. April 2018 1 Woche | 1                                   | BTS 防弾少年団                                       | Face Yourself                                                                   | – |
| 9. April 2018 – 15. April 2018 1 Woche | 1                                   | Yumi Matsutōya 松任谷由実                            | Yūmin kara no, koinōta. ユーミンからの、恋のうた。                              | – |
| 16. April 2018 – 22. April 2018 1 Woche | 1                                   | Shinee                                               | Shinee – The Best from Now On                                                   | – |
| 23. April 2018 – 29. April 2018 1 Woche | 1                                   | Kis-My-Ft2                                           | Yummy!!                                                                         | – |
| 30. April 2018 – 6. Mai 2018 1 Woche | 1                                   | Endrecheri                                           | Hybrid Funk                                                                     | – |
| 7. Mai 2018 – 13. Mai 2018 1 Woche | 1                                   | LiSA                                                 | LiSA Best Way                                                                   | – |
| 14. Mai 2018 – 20. Mai 2018 1 Woche | 1                                   | Exo-CBX                                              | Magic                                                                           | – |
| 21. Mai 2018 – 27. Mai 2018 1 Woche | 1                                   | Momoiro Clover Z ももいろクローバーZ                 | Momoiro Clover Z Best Album                                                     | – |
| 28. Mai 2018 – 3. Juni 2018 1 Woche | 1                                   | Kanjani8 関ジャニ∞                                   | Gr8est                                                                          | – |
| 4. Juni 2018 – 10. Juni 2018 1 Woche | 1                                   | Sandaime J Soul Brothers from Exile Tribe            | Future                                                                          | – |
| 11. Juni 2018 – 17. Juni 2018 1 Woche | 1                                   | The Oral Cigarettes ジ オーラル シガレッツ           | Kisses and Kills                                                                | – |
| 18. Juni 2018 – 24. Juni 2018 1 Woche | 1                                   | Keyakizaka46 けやき坂46                              | Hashiridasu shunkan 走り出す瞬間                                                | – |
| 25. Juni 2018 – 1. Juli 2018 1 Woche | 1                                   | Hikaru Utada 宇多田ヒカル                            | Hatsukoi 初恋                                                                   | – |
| 2. Juli 2018 – 8. Juli 2018 1 Woche | 1                                   | Urashimasakatasen 浦島坂田船                         | V-enus                                                                          | – |
| 9. Juli 2018 – 15. Juli 2018 1 Woche | 1                                   | Junho (von 2PM)                                      | Sōzō 想像                                                                       | – |
| 16. Juli 2018 – 22. Juli 2018 1 Woche | 1                                   | KAT-TUN                                              | Cast                                                                            | – |
| 23. Juli 2018 – 29. Juli 2018 1 Woche | 1                                   | Exile                                                | Star of Wish                                                                    | – |
| 30. Juli 2018 – 12. August 2018 2 Wochen | 2                                   | Southern All Stars サザンオールスターズ              | Umi no – Oh, Yeah!! 海の Oh,Yeah!!                                              | – |
| 13. August 2018 – 19. August 2018 1 Woche | 1                                   | Perfume                                              | Future Pop                                                                      | – |
| 20. August 2018 – 26. August 2018 1 Woche | 1                                   | Hey! Say! Jump                                       | Sense or Love                                                                   | – |
| 27. August 2018 – 2. September 2018 1 Woche | 1                                   | AAA                                                  | Color a Life                                                                    | – |
| 3. September 2018 – 9. September 2018 1 Woche | 1                                   | BTS 防弾少年団                                       | Love Yourself 結‘Answer’                                                        | – |
| 10. September 2018 – 16. September 2018 1 Woche | 1                                   | Twice                                                | BDZ                                                                             | – |
| 17. September 2018 – 23. September 2018 1 Woche | 1                                   | TVXQ 東方神起                                        | Tomorrow                                                                        | – |
| 24. September 2018 – 30. September 2018 1 Woche | 1                                   | iKON                                                 | Return                                                                          | – |
| 1. Oktober 2018 – 21. Oktober 2018 3 Wochen | 3                                   | Mr. Children                                         | Jūryoku to Kokyū 重力と呼吸                                                     | – |
| 22. Oktober 2018 – 28. Oktober 2018 1 Woche | 1                                   | Ketsumeishi ケツメイシ                               | Ketsunopolis 11 ケツノポリス11                                                  | – |
| 29. Oktober 2018 – 4. November 2018 1 Woche | 1                                   | Iz*one                                               | Color*Iz – The 1st Mini Album                                                   | – |
| 5. November 2018 – 11. November 2018 1 Woche | 1                                   | Twice                                                | Yes or Yes – The 6th Mini Album                                                 | – |
| 12. November 2018 – 18. November 2018 1 Woche | 1                                   | Mad Trigger Crew & Matenrō Mad Trigger Crew ・麻天狼 | Mad Trigger Crew vs. Matenrō Mad Trigger Crew vs. 麻天狼                        | – |
| 19. November 2018 – 25. November 2018 1 Woche | 1                                   | Kana Nishino 西野カナ                                | Love Collection 2: Pink                                                         | Wie schon 2013 mit Teil 1 belegt die Popsängerin mit den beiden Ausgaben (Pink und Mint) die ersten beiden Plätze der Charts. Insgesamt steht sie seit 2009 zum sechsten Mal an der Chartspitze.                                                                                                 |
| 26. November 2018 – 2. Dezember 2018 1 Woche | 1                                   | Tomohisa Yamashita 山下智久                          | Unleashed                                                                       | Nach 4 Jahren Pause und einem Labelwechsel kehrt das ehemalige News-Mitglied mit seinem fünften Studioalbum erfolgreich zurück. Zum dritten Mal belegt er Platz 1. |
| 3. Dezember 2018 – 9. Dezember 2018 1 Woche | 1                                   | Kobukuro コブクロ                                    | All Time Best 1998–2018                                                         | Zwischen 2005 und 2013 hatte das Duo sieben Nummer-eins-Alben, drei davon Kompilationen. Danach folgten nur noch Singles, die es immerhin häufig in die Top 10 schafften. Das Jubiläumsalbum zum 20-jährigen Bestehen mit 58 Songs aus ihrer Karriere bringt sie ein weiteres Mal an die Spitze. |
| 10. Dezember 2018 – 16. Dezember 2018 1 Woche | 1                                   | Radwimps ラッドウインプス                            | Anti Anti Generation                                                            | Das zehnte Album der Rockband bringt sie zum dritten Mal in Folge auf Platz 1. |
| 17. Dezember 2018 – 13. Januar 2019 4 Wochen | 4                                   | Gen Hoshino 星野源                                   | Pop Virus                                                                       | Nach seinem ersten Nummer-eins-Album Yellow Dancer dauerte es drei Jahre, bis der Musiker und Schauspieler den Erfolg wiederholen konnte. Pop Virus ist sein insgesamt fünftes Album. |